# Kevin Coombs
Kevin Richard Coombs (Swan Hill, 30 de mayo de 1941-Australia, 5 de octubre de 2023) fue un baloncestista y atleta paralímpico australiano que participó en los Juegos Paralímpicos, siendo el primer atleta aborigen de Australia en competir en los Juegos Paralímpicos.

## Carrera
Quedó en silla de ruedas desde los 12 años cuando accidentalmente le dispararon cuando estaba cazando conejos. Participó en el primer campeonato de baloncesto en silla de ruedas en Australia y formó parte del equipo olímpico que participó en los Juegos Paralímpicos de Roma 1960.
También participó a nivel olímpico en las ediciones de 1968, 1972, 1980 y 1984, donde sería el capitán y entrenador del equipo en las ediciones de 1972 y 1984. También participó en atletismo en las ediciones de 1968 y 1972.
Ganó la medalla de plata en los Commonwealth Paraplegic Games de 1974 en Dunedin y la medalla de oro en los FESPIC Games de 1977 y 1982, además de competir en el Campeonato Mundial de Baloncesto en Silla de Ruedas de 1983.

## Contribuciones
- Presidente del Comité para el Campeonato de Baloncesto en Silla de Ruedas (1986)[5]
- Embajador por la 'National Indigenous Strategy for Literacy and Numeracy'.[4]
- Entrenador del equipo Victorian Junior.[4]
- Miembro del Comité Indígena en los Juegos de la Mancomunidad de 2006.[7]

## Reconocimientos
- Orden de Australia en 1983 en "reconocimiento por su servicio al deporte para los discapacitados y el pueblo aborigen".[2]
- Una calle lleva su nombre en el Sydney Olympic Park.
- Fue el último portador de la antorcha olímpica en la ceremonia de apertura de los Juegos Paralímpicos de Sídney 2000, la cual llevó hacia el interior del Stadium Australia.[3] Ese año también recibió la Medalla Deportiva Australiana.[8]
- Indicción al Australian Basketball Hall of Fame en la clase de 2007.[4]
- La Basketball Australia creó el torneo nacional de baloncesto llamado Kevin Coombs Cup para categorías juveniles, teniendo su primera edición en 2007.[9]
- En 2011 el Departamento de Salud y de Servicios Humanos de Victoria llamó a una de sus salas con su nombre.[10]
- Inducción al Victorian Indigenous Honour Roll en 2012.[11]
- Miembro vitalicio del Paravics / Wheelchair Sports Victoria.[5]
- Inducción al Australian Paralympic Hall of Fame en 2016.[12]
- En 2016 el Comité Paralímpico Australiano creó el premio llamado Uncle Kevin Coombs Medal for the Spirit of the Games.[12]